# 서태웅
루카와 카에데(流川 楓 루카와 가에데[*]) 또는 서태웅은 이노우에 타케히코의 만화 작품 및 그것을 원작으로 하는 애니메이션 《슬램 덩크》에 등장하는 가공의 인물이다.

## 프로필
- 이름: 루카와 카에데
- 한국 이름 : 서태웅
- 소속: 쇼호쿠 고등학교 1학년 10반(출석 번호는 22번)
- 혈액형 : AB형
- 신장: 187cm
- 체중: 75kg
- 생일: 1월 1일
- 포지션: 스몰 포워드(SF)[1]
- 등번호: 10→11
- 말버릇: 멍청이
- 취미: 자는 일
- 신발:나이키 에어 조던 5

## 인물
서브 주인공 토미 가오카(富ヶ丘) 중학교 때는 스타 플레이어로서 많은 고등학교로부터 스카우트를 받았지만, '집에서 가깝다'는 이유로 농구부 약체인 쇼호쿠 고등학교에 입학한다. 인사이드에서도 아웃사이드에서도 득점을 올리는 매우 드문 득점 능력을 가지고 있고, 컨디션이 아주 좋을 때에는 혼자서 시합을 지배해 버리는 '오펜스의 귀신'이다. 중학 선배인 아야코도 중학교에 들어왔을 때부터 상당히 능숙했다고 말했을 정도. IH예선에서는 카나가와 2위인 1시합 평균 30득점을 기록하고 있다. 또 점프시의 체공시간도 사쿠라기와 함께 작중 톱이며, 카이난전에서는 마키를 상대로 더블 클러치 후 원 핸드 덩크를 성공했다. (현실에서는 그런 대단한 기술을 구사할 수 있는 선수는 NBA에도 별로 없으며, 이 광경을 본 센도조차 놀란다). 처음에는 자기중심적인 원맨 플레이가 눈에 띈다. 다만 본인은 그걸 의식하고 있지 않으며, 승리를 최우선으로 하는 플레이가 그렇게 평가된다. (사실 전혀 패스를 하지 않는 것은 아니다). 그 후 서서히 팀 플레이를 깨닫게 된다. 산노오전에서 사와기타에게 밀리고 있을 때 센도의 말을 생각해 내고 스스로 패스 워크를 하게 된다. 그 결과, 아이와학원의 에이스 모로보시가 오펜스에 있어서 '(고교 No. 1 플레이어인) 사와키타와 동등'하다고까지 평가하는 플레이어로 성장한다. 왼팔에 검은 리스트밴드를 장착하고 있다.
매우 우수한 신체 능력을 가지고 있지만 아직 1학년이라 스태미너가 없고, 1시합 전체를 전력으로 플레이할 수가 없는 것이 약점. 료난과의 연습시합이나 해남과의 시합에서는 스태미너 문제로 도중에 교체된다. 그 후 IH 예선의 료난전에서는, 전반(그당시 2득점)을 버리고 (센도는 전반이 끝날 때 '이상한 것은 이녀석이다...루카와'라고 눈치채고 있다) 후반부터 전력으로 센도와 대결함으로써 극복하고 있다.
사쿠라기와는 글자 그대로 '견원지간'이라 싸움은 일상다반사지만 사쿠라기의 노력이나 능력을 인정하는 대사는 팀메이트 중 누구보다도 많다. 하나미치가 가장 라이벌로 생각하는 인물 중 한 사람으로, 사쿠라기와 마찬가지로 우정을 내비칠 때가 있다. IH종료 후, 전일본 고교 선발의 멤버로 선발되어 하나미치에게 'JAPAN'의 문자가 들어간 유니폼을 자랑하고 있다. 사쿠라기는 기본적으로 '루카와'라고 부르고 있지만, 가끔 '여우', '수면남' 등으로 부르기도 한다. 또, 토요타마의 선수들에게는'나가레카와'라고 불리고 있다. 또한 그가 사쿠라기의 이름을 부른 것은 사쿠라기가 아카기와의 승부에서 이긴 직후'꽤 하잖아 사쿠라기'라고 마음속으로 말한 것이 처음이자 마지막. 그 후에는 '멍청이'라고 부르는 것 외에는 사쿠라기의 본명은 말하지도 않고 마음속으로 부르지도 않는다. 작중에서도 하나미치에 패스를 한 것은 3회 밖에 없다.
아야코로부터 '베짱이 두둑한걸 넘어서 둔하다'라고 평가될 만큼 쇼호쿠 스타팅 멤버 중 누구보다 정신력이 안정되어 있고 긴장과는 거리가 멀다. 게다가 과묵하고 무례한 태도를 취하기 때문에, 사쿠라기 뿐만 아니라 미츠이나 미야기의 반감도 산다. 미츠이는 카이난전 전반 종료 직전 점수차를 줄이는 루카와에게 마음속으로 '건방지고 무뚝뚝하고 말도 없고 주는 것 없이 밉지만... 정말 대단한 녀석이다'라고 감탄하고 있다. 한편으로는 지는 것을 매우 싫어하고, 싸움을 걸어오면 바로 넘어가는 타입. 싸움 실력도 하나미치와 막상막하에다가 또 상당한 터프함의 소유자로 요헤이가 봤을 때 하나미치의 펀치를 정통으로 맞고도 쓰러지지 않은 최초의 인물이다. 미츠이의 농구부 습격 사건에서는 누구보다 빨리 보복 행위에 나선다.
여자들에게 인기가 무척 많고, 본인 비공인의 '루카와 친위대'라는 팬클럽까지 존재한다. (루카와 본인은 그녀들을 상대하지 않는다) 본작의 히로인인 아카기 하루코의 짝사랑을 받고 있어(본인은 전혀 관심이 없는 모습) 그것 때문에 하루코에게 반해있는 사쿠라기로부터 앙심에 가까운 라이벌 대접을 받게 된다. 농구 이외에는 무기력하고 하루종일 자고 있는 경우가 많아, 자전거 등교중도 자주 졸음 운전을 해 차나 사람과 부딪칠뻔하거나 수업 중에도 자고 있는 모습이 많다. (그 때문에 학교의 성적은 매우 나쁘다) 한편 카이난과 료난과의 시합을 관전하고 집으로 가던 중 길에서 만난 고양이를 어르는 등 순수한 일면도 보인다. 워크맨과 같은 휴대용 음악 플레이어를 애용해, 프린스&뉴 파워 제너레이션 등의 서양 음악을 잘 듣고 있다. 사생활에 대하서는 수수께끼가 많다. (이 작품의 대부분의 캐릭터가 그렇지만) 현재는 인터하이 때부터 계획하고 있던 미국 유학을 목표로 영어회화를 연습하고 있다. (다만 별로 능숙하지는 않다)

## 카에데 퍼플
작자의 데뷔작 '카에데 퍼플'은 루카와가 주인공이다. 이 작품에서도 「슬램 덩크」에서처럼 자기중심적인 캐릭터이지만, 극히 무뚝뚝한 슬램덩크와는 달리 약간 밝은 성격으로 그려져 있다. 이 작품속에서 루카와는 '키타(北)고' 2학년이며 농구부의 주장이라는 설정이다.